# جارین سلیمان

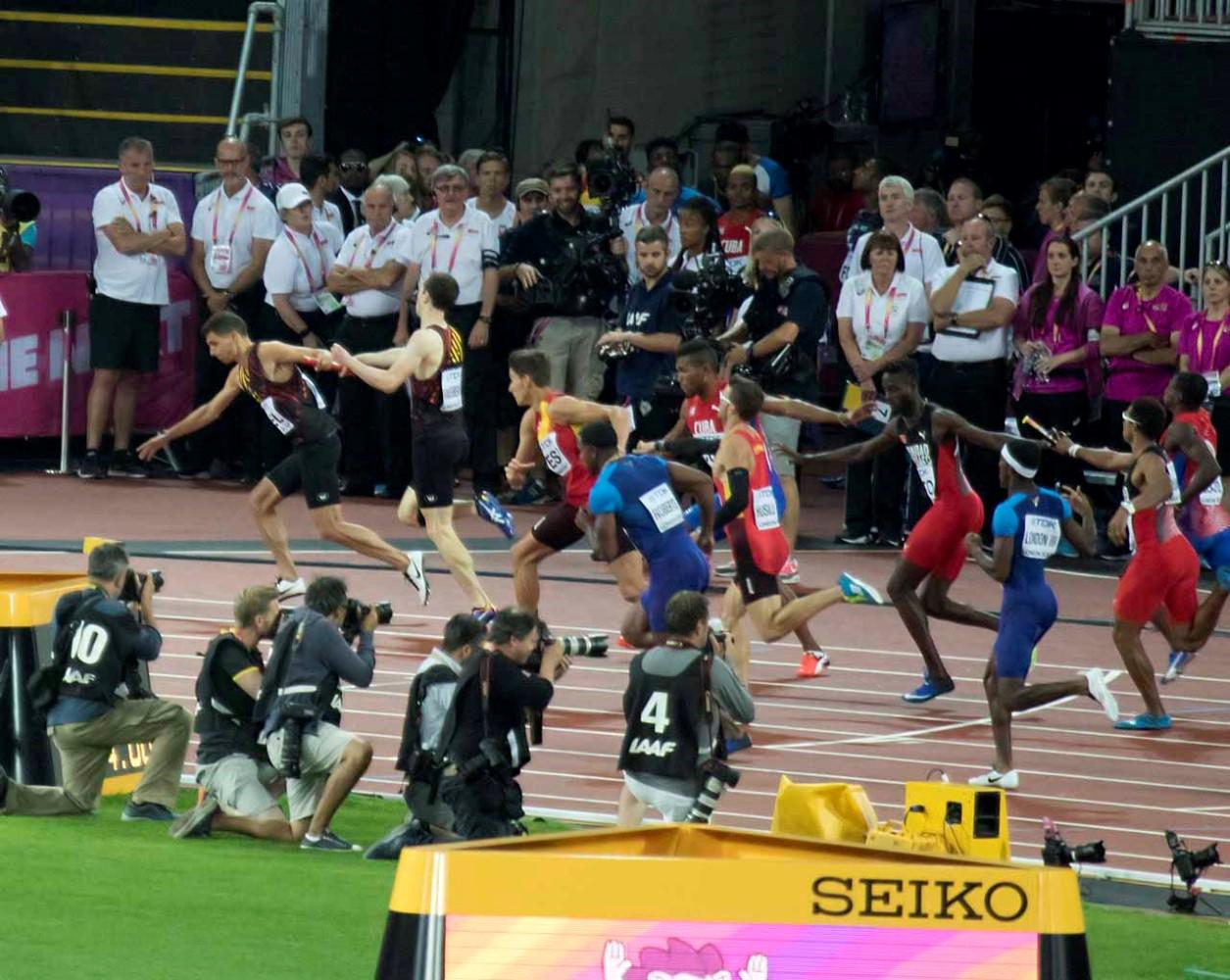
کلاه: d9_15 فینال 4x400 متر تیم بلژیک

جارین سلیمان (انگلیسی: Jarrin Solomon؛ زادهٔ ۱۱ ژانویهٔ ۱۹۸۶) ورزشکار دو و میدانی اهل ترینیداد و توباگو است.
وی در مسابقات کشوری و بین‌المللی در مجموع برندهٔ ۳ مدال طلا، ۱ مدال نقره، ۵ مدال برنز شده‌است.